# Janine Jansen
Janine Jansen (Soest, Països Baixos, 1978) és una violinista neerlandesa amb renom internacional.
Janine estudià amb Coosje Wijzenbeek, Philipp Hirshhorn i, últimament, amb Borís Belkin. El setembre de 2003 va rebre el Premi Neerlandès de Música del Ministeri de Cultura, la distinció més alta que un artista pugui rebre als Països Baixos. Rebia l'Edison Classic Public Award el 2004 i el 2005, així com un Premi Echo pel seu enregistrament de Les quatre estacions de Vivaldi el 2006.
Va debutar al Concertgebouw el 1997, però un concert a Londres el novembre de 2002, acompanyada per l'Orquestra Philharmonia dirigida per Vladímir Aixkenazi, fou el pas decisiu per rebre invitacions per tocar amb algunes de les orquestres més prestigioses del món, incloent-hi el Concertgebouw, la Filharmònica de Berlín, la Simfònica de Londres, l'Orquestra de Cleveland, Orquestra Simfònica de Tòquio i la Simfònica de Sydney. Ha treballat amb directors eminents com Andrew Davies, Mark Elder, Valery Gergiev, Neeme Järvi, Paavo Järvi, Sakari Oramo, Mikhail Pletnev, i Edo de Waart.
Jansen utilitza un instrument excepcional com és el violí d'Antonio Stradivari, Cremona, 1727,  Barrere, segons un préstec estès per la Stradivari Society de Chicago.